# Otto Greiner
Otto Greiner, född 16 december 1869, död 24 september 1916, var en tysk konstnär.
Greiner bodde växelvis i Rom och i München och anslöt sig länge till Max Klingers riktning. Som litograf ägnade sig Greiner företrädesvis åt pennteckningsmaneret och har på detta området åstadkommit ting, som i mjukhet och finhet tävlar med etsningar. Förutom porträtt och mytologiska fantasier utförde Greiner satyrscener med stor livfullhet.